# K Desktop Environment 1
K Desktop Environment 1 è la prima versione dell'ambiente desktop KDE. Il primo rilascio è stato reso disponibile il 12 luglio 1998.

## Storia e caratteristiche
Il progetto KDE nasce il 14 ottobre 1996, quando uno studente dell'Università di Tubinga, Matthias Ettrich, pubblica un annuncio alla ricerca di collaboratori per suo il progetto: la creazione di un nuovo ambiente desktop per la piattaforma UNIX, distribuito con licenza GPL. Ettrich chiama in un primo momento questo progetto KDE, "Kool Desktop Environment", e decide di basarlo sul toolkit Qt, che egli reputa il migliore esistente per la piattaforma UNIX. Questo fatto viene però criticato da taluni sostenitori del software libero: infatti, anche se il codice sorgente di Qt è disponibile, e sono consentiti gratuitamente con esso sia lo sviluppo che la distribuzione di software libero, questo non è un prodotto open source.
Ad ogni modo Ettrich raccoglie attorno a sé quindici programmatori; ad un anno dalla nascita del progetto il gruppo pubblica la prima beta, e decide di cambiare il nome del progetto in K Desktop Environment. In seguito escono altre tre beta, nell'ultima delle quali KDE risulta tradotto in venti lingue diverse; intanto poco prima, l'8 aprile 1998, nasce la KDE Free Qt Foundation: questa ha lo scopo di garantire che Qt rimanga comunque disponibile per la creazione di software libero.
Finalmente il 12 luglio 1998 viene pubblicata la prima versione stabile di KDE, la 1.0, che viene subito inclusa in alcune distribuzioni Linux, tra le quali la S.u.S.E. 5.3. Fanno parte di questo primo rilascio programmi come Kcontrol, Kmail, Konsole, nonché, nella doppia veste di file manager e browser, KFM.
Dopo circa sette mesi, il 6 febbraio 1999 viene pubblicato KDE 1.1. In questa versione si segnalano molte migliorie e novità, anche grafiche: una di queste è sicuramente il logo di KDE che, sebbene aggiornato nel tempo, manterrà intatti i suoi segni caratteristici fino ai giorni nostri: una K davanti ad un ingranaggio. L'ultimo aggiornamento della prima serie è l'1.1.2, che viene reso disponibile il 13 settembre dello stesso anno.

## Tabella di marcia
| Data              | Versione | Descrizione                       |
| ----------------- | -------- | --------------------------------- |
| 14 ottobre 1996   | -        | Annuncio della fondazione di KDE. |
| 20 ottobre 1997   | Beta 1   | "Arnsberg", prima beta            |
| 23 novembre 1997  | Beta 2   | "Neheim", seconda beta            |
| 1º febbraio 1998  | Beta 3   | "Huesten", terza beta             |
| 19 aprile 1998    | Beta 4   | "Kirkland", quarta beta           |
| 1.0               |          |                                   |
| 12 luglio 1998    | 1.0      | Prima release stabile di KDE.     |
| 1.1               |          |                                   |
| 6 febbraio 1999   | 1.1      | Prima sottoversione di KDE 1.1    |
| 5 maggio 1999     | 1.1.1    | Primo aggiornamento di KDE 1.1    |
| 13 settembre 1999 | 1.1.2    | Secondo aggiornamento di KDE 1.1  |

## Galleria d'immagini

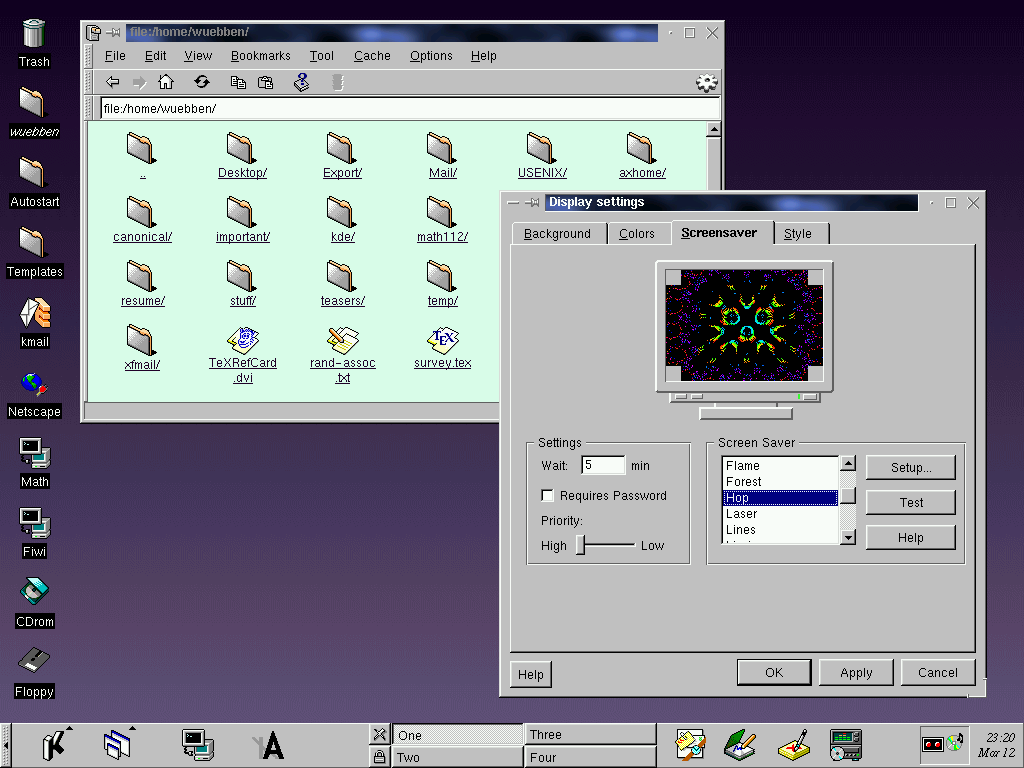
La beta 3
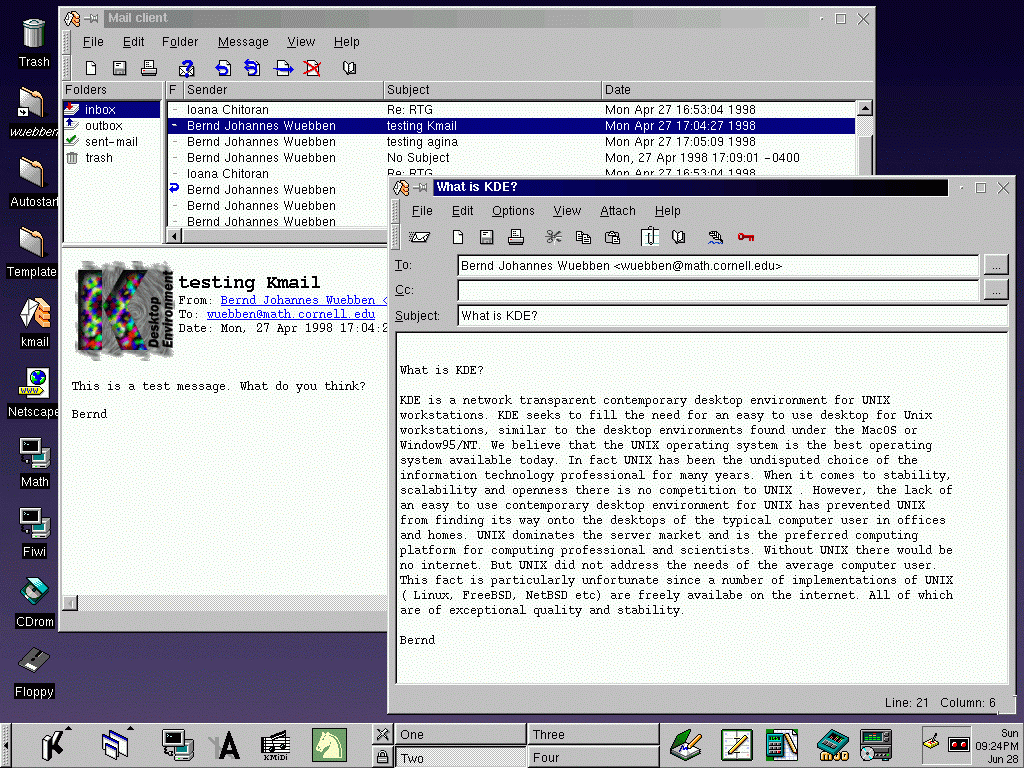
La beta 3 con Kmail
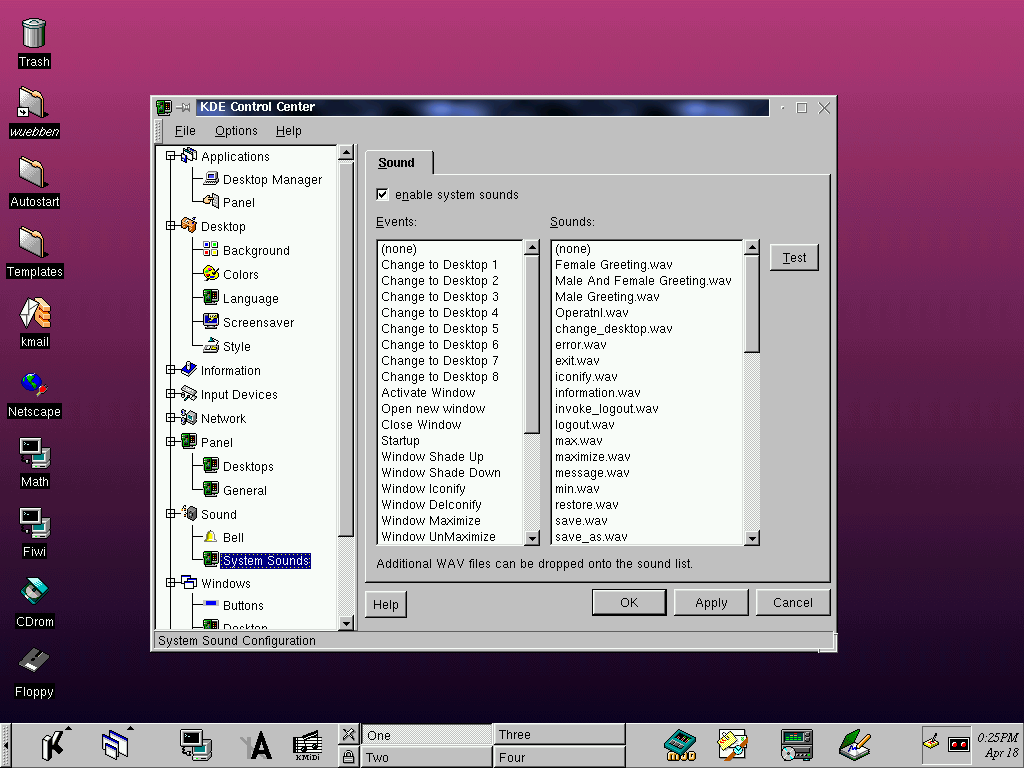
La beta 3 con Kcontrol.
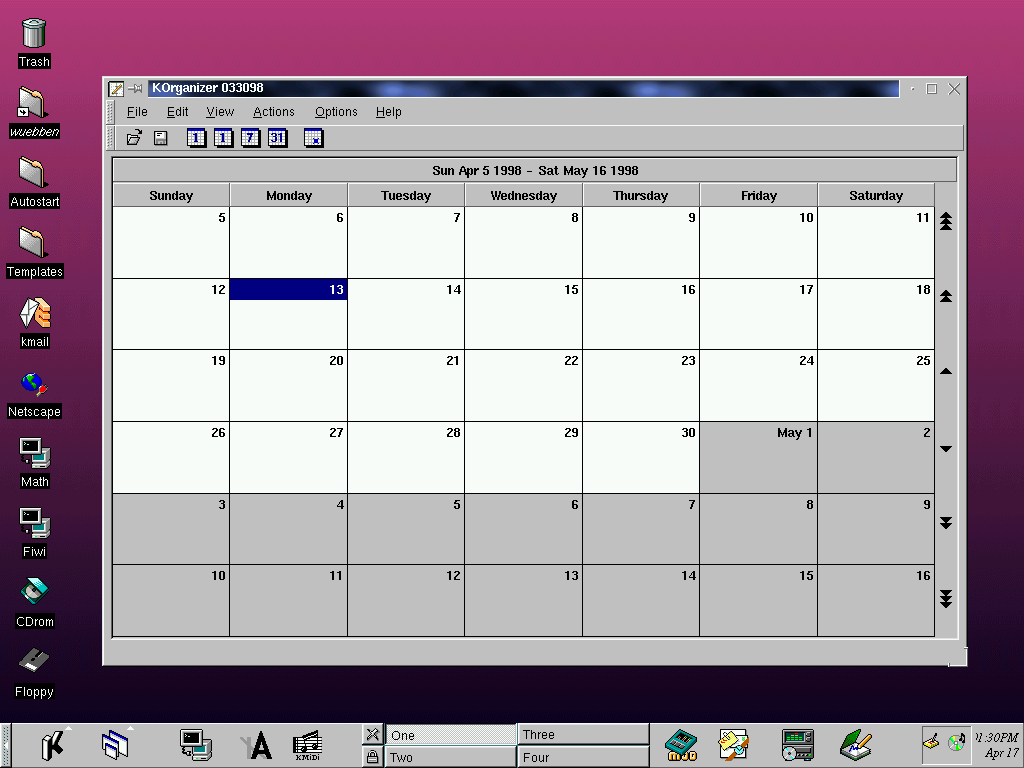
La beta 3 con KOrganizer
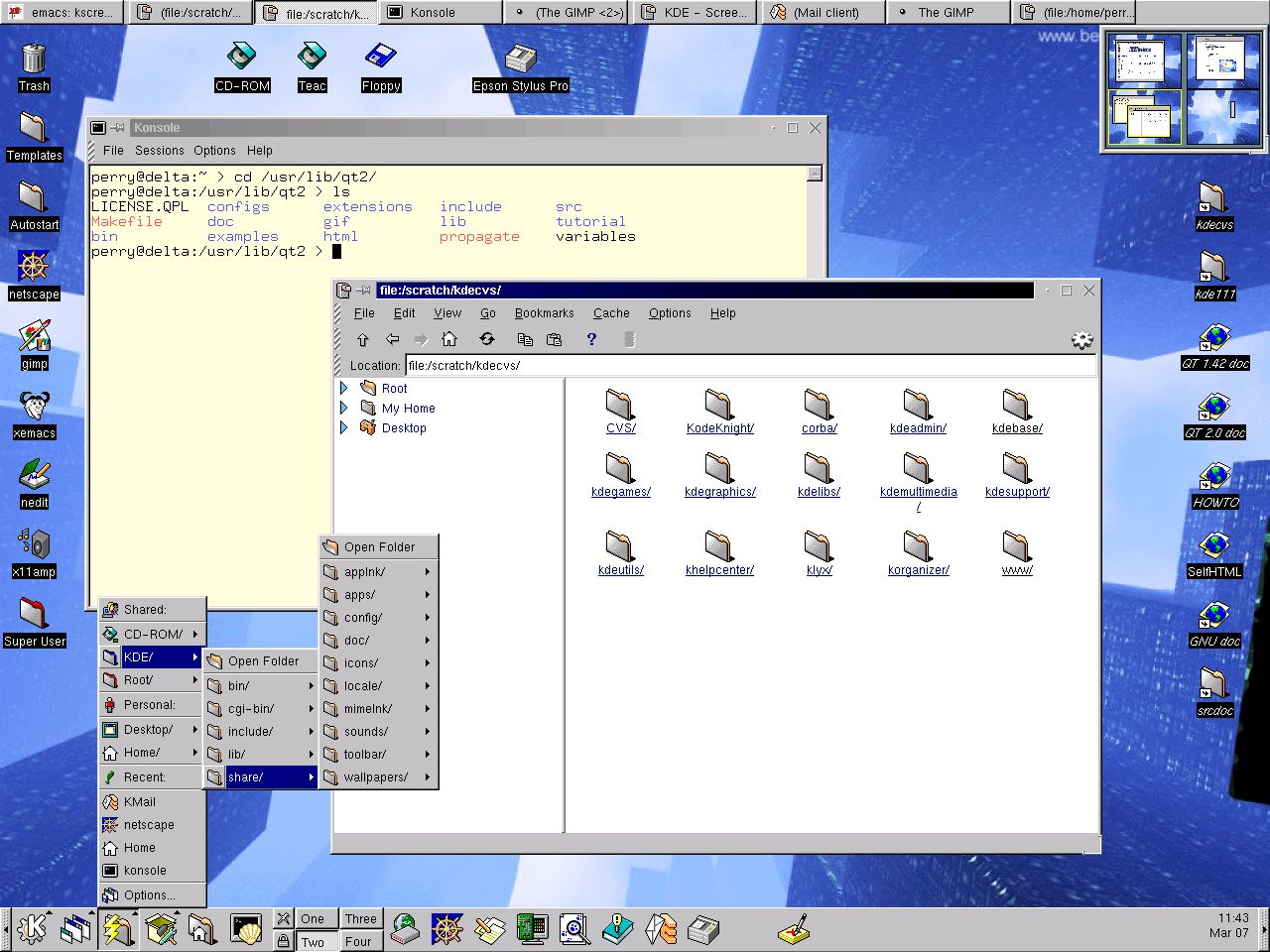
KDE 1.1